# Franco Valle
Franco Valle (n. 15 februarie 1940, Genova, Italia – d. 10 aprilie 2003, Genova, Italia) a fost un boxer ce a reprezentat Italia, medaliat olimpic. A participat la o ediție a Jocurilor Olimpice (1964) în care a câștigat o medalie de bronz.

## Participări
Lista de mai jos prezintă principalele competiții la care a participat Franco Valle de-a lungul carierei.
- boxing at the 1964 Summer Olympics – middleweight[*]